# Santiago Polanco Abreu
Santiago Polanco Abreu (Bayamón, 30 de octubre de 1920 – San Juan, 18 de enero de 1988) fue un abogado y político puertorriqueño, que se desempeñó como comisionado residente de la isla en la Cámara de Representantes de los Estados Unidos.

## Biografía
Nacido en Bayamón, asistió a la escuela primaria y secundaria en Isabela. Se graduó de la Universidad de Puerto Rico en Leyes en 1943. Se unió a Phi Sigma Alpha Fraternity. Fue admitido en el colegio de abogados en 1943 y ejerció como abogado en Isabela y San Juan. Fue asesor legal del Tribunal Tributario de Puerto Rico de 1943 a 1944. Se desempeñó como miembro del Colegio de Abogados de los Estados Unidos y del Colegio de Abogados de Puerto Rico. Fue uno de los fundadores del Instituto de Estudios Democráticos en San José, Costa Rica.
Sirvió en la Cámara de Representantes de Puerto Rico desde 1949 hasta 1965. Fue miembro de la Convención Constituyente en 1951 y 1952 que elaboró la Constitución del Estado Libre Asociado de Puerto Rico. Fue nombrado presidente de la Cámara de Representantes de Puerto Rico desde 1963 hasta 1964.
Fue elegido por el Partido Popular Democrático para ser comisionado residente de Puerto Rico en la Cámara de Representantes de los Estados Unidos, el 3 de noviembre de 1964, para el período que finalizó el 3 de enero de 1969. Perdió la reelección en 1968, continuando luego con sus tareas como abogado. Vivió en San Juan hasta su muerte el 18 de enero de 1988. Fue enterrado en el Cementerio Municipal de Isabela.